# مارک دریکفورد
مارک دریکفورد (انگلیسی: Mark Drakeford؛ زادهٔ ۱۹۵۴ (۷۰–۷۱ سال)) سیاستمدار بریتانیایی از حزب کارگر ولز است که به عنوان وزیر اول ولز و رهبر دولت ولز از سال ۲۰۱۸ فعالیت می‌کند. او قبلاً در دولت ولز به عنوان وزیر دارایی کابینه از ۲۰۱۶ تا ۲۰۱۸ و وزیر بهداشت و خدمات اجتماعی از سال ۲۰۱۶ خدمت کرده‌است. ۲۰۱۳ تا ۲۰۱۶. دریکفورد برای اولین بار در سال ۲۰۱۱ به عنوان عضو سند Senedd (MS) برای غرب کاردیف انتخاب شد.
دریکفورد در کارمارتن در غرب ولز به دنیا آمد. او لاتین را در دانشگاه کنت و دانشگاه اکستر فرا گرفت. او از سال ۱۹۹۱ تا ۱۹۹۵ در کالج دانشگاه سوانسی و از سال ۱۹۹۵ تا ۱۹۹۹ در دانشگاه ولز، کاردیف مشغول تدریس بود. از سال ۲۰۰۳ تا ۲۰۱۳ او استاد سیاست اجتماعی و علوم اجتماعی کاربردی در دانشگاه کاردیف بوده‌است.
دریکفورد در انتخابات مجلس ملی ولز در سال ۲۰۱۱ برای کاردیف وست انتخاب شد. در سال ۲۰۱۳، کاروین جونز، وزیر اول، دریکفورد را به عنوان وزیر بهداشت و خدمات اجتماعی به دولت ولز منصوب کرد. او از سال ۲۰۱۶ و ۲۰۱۸ به عنوان وزیر دارایی کابینه و از سال ۲۰۱۷ تا ۲۰۱۸ به عنوان وزیر برگزیت خدمت کرد. در سال ۲۰۱۸، به عنوان جانشین جونز به عنوان رهبر کارگر و وزیر اول ولز انتخاب شد. او واکنش دولت ولز را در رابطه با دنیاگیری کووید-۱۹ در ولز رهبری کرده‌است. در انتخابات سند در سال ۲۰۲۱، دریکفورد رهبری حزب کارگر ولز را به دست آورد تا ۳۰ کرسی، اکثریت را به دست آورد و دوباره به عنوان وزیر اول منصوب شد.
دریکفورد به‌طور گسترده به جناح چپ حزب کارگر تعلق دارد و توسط برخی از اعضای گروه‌های کارگری ولز و [مومنتوم (سیاست بریتانیا)[|مومنتوم]] حمایت می‌شود.
او تنها عضو کابینه در هر بخش از بریتانیا بود که از جرمی کوربین در تلاش برای رهبری ملی حزب کارگر در سال ۲۰۱۵ حمایت کرد، در حالی که او وزیر بهداشت و خدمات اجتماعی بود.